# Nemoura cinerea
Nemoura cinerea är en art i familjen kryssbäcksländor (Nemouridae) som har en vidsträckt utbredning. Det svenska trivialnamnet misärslända förekommer för arten.
Misärsländan når en längd av 5 till 11 mm och den har ett brunt huvud samt en brunaktig hals. Bakkroppen och vingarna har en rödbrun färg. På vingarna förekommer gråbruna mönster. Typiskt är även de svartaktiga känselspröten. Vid stjärten ansluter två antennliknande utskott. De är långa hos larverna och korta hos de vuxna exemplaren.
I Europa hittas misärsländan nästan överallt med undantag av Island och arktiska öar.
Larvernas metamorfos sker i stående sötvatten och djurets imago syns i Norden mellan maj och september.